# Fanny Lewald

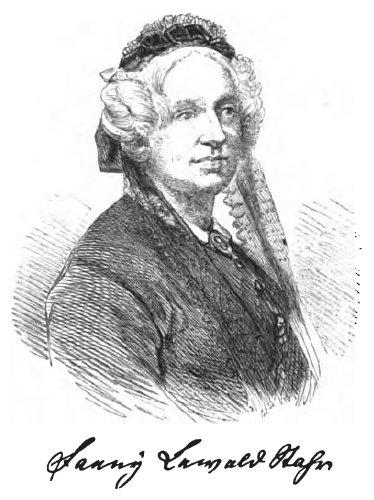
Fanny Lewald.

Fanny Lewald (21 de marzo de 1811 - 5 de agosto de 1889) fue una escritora alemana.

## Vida y carrera
Fanny Lewald nació en Königsberg (Prusia Oriental) en 1811 en una familia burguesa de origen judío. A los trece años se vio obligada a abandonar la escuela para aprender las habilidades propias de un ama de casa. Lewald se prometió con un joven teólogo a los diecisiete años de edad, convirtiéndose al cristianismo para poderse casar. Sin embargo, su pretendiente murió antes de que se celebrase la boda. Viajó por la Confederación Alemana, Francia e Italia. En 1841 publicó su primera novela en el "Europa", el periódico de su primo August Lewald, bajo el título Der Stellvertreter. En 1845 se instaló en Berlín, donde se casó en 1854 con el escritor Adolf Stahr, un historiador del arte y la cultura.
Lewald comenzó a llamar la atención como escritora tras la publicación de una carta sobre un juicio al que había asistido. Su primo, August Lewald, publicó la carta en el periódico de Stuttgart que editaba, el Europa. August le propuso entonces escribir un reportaje sobre la coronación en 1840 del rey Federico Guillermo IV en Konigsberg. Fanny Lewald se convirtió en una escritora prolífica, publicando numerosas novelas de éxito. Su escritura a menudo retrataba sus experiencias de mujer criada en una familia burguesa, reclamando una educación mejor para las mujeres y criticando los matrimonios de conveniencia.
En su relato de 1847, titulado "Diogena. Roman von Iduna Gräfin H..-H..", realizó un despiadado retrato de la escritora de origen aristocrático Ida Hahn-Hahn (1805-1880), en el que la ridiculizaba con una parodia de su estilo.
En 1876, después del fallecimiento de Stah, se trasladó a Dresde, donde se entregó a su obra literaria hasta su muerte, acontecida el 5 de agosto de 1889.

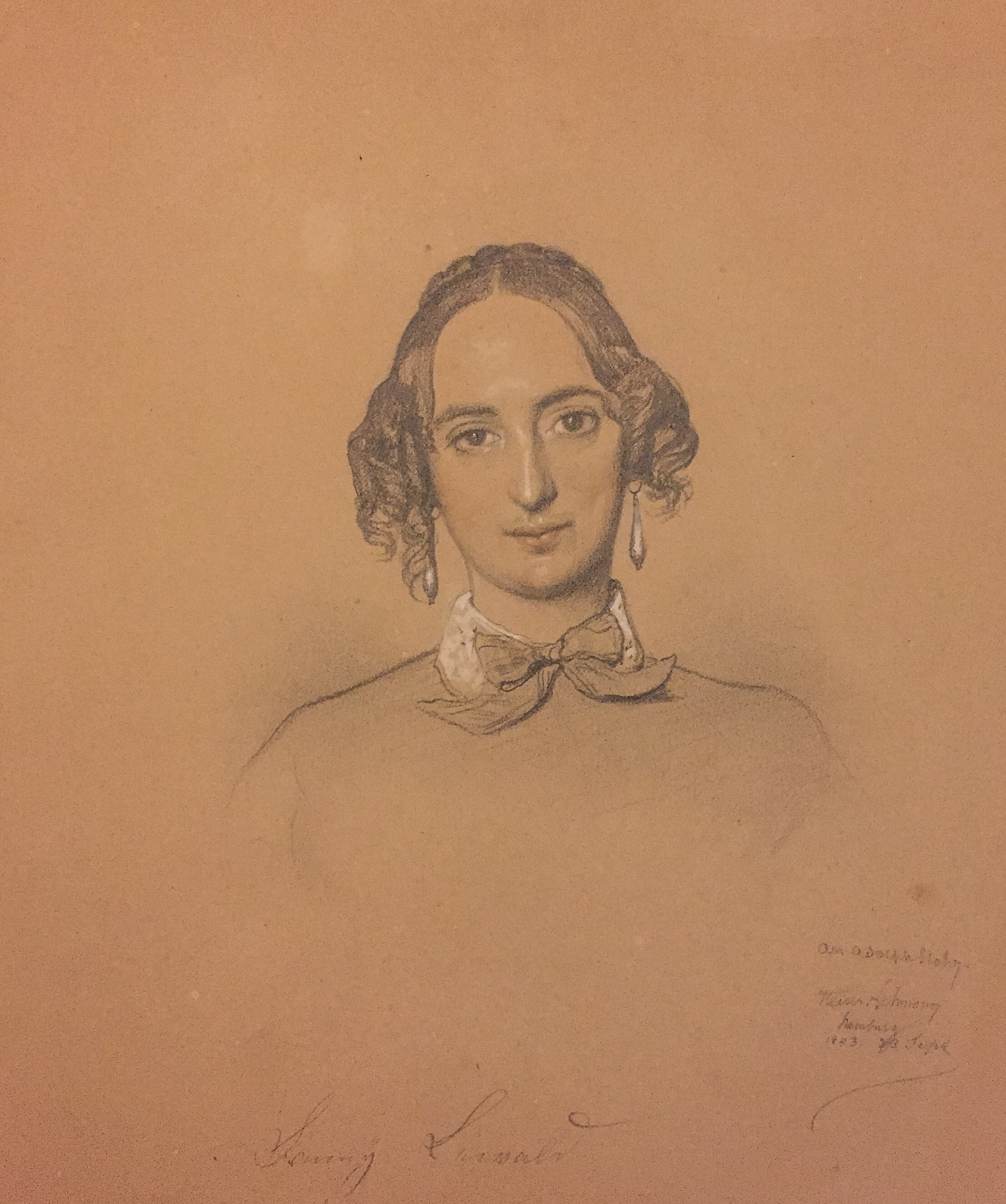
Fanny Lewald (1848)

Entre sus novelas más populares, están:
- Klementine (1843)
- Jenny (1843)
- Prinz Louis Ferdinand (1849; 2nd ed., 1859)
- Das Mädchen von Hela (1860)
- Von Geschlecht zu Geschlecht (8 vols, 1863–1865)
- Nella (1870)
- Die Erlöserin (1873)
- Benvenuto (1875)
- Stella (1883; traducción inglesa de B. Marshall, 1884)

De sus escritos en defensa de la emancipación de las mujeres, destacan "Osterbriefe für die Frauen" (Cartas de Pascua para mujeres) (1863) y "Für und wider die Frauen" (Pros y contras de las mujeres) (1870). También escribió cuadernos de viaje. Su autobiografía, "Meine Lebensgeschichte" (La historia de mi vida) (6 vols, 1861-1862), proporciona imágenes de la vida literaria de su tiempo.
Una selección de sus trabajos fue publicada bajo el título Gesammelte Schriften (Escritos recopilados) en 12 volúmenes (1870-1874), y por separado, en inglés como "Recollections of 1848" y "The Educación of Fanny Lewald", traducido por Hanna Lewis.